# Artemisia alba
Artemisia alba es una especie de arbusto del género Artemisia, se distribuye por la región del Mediterráneo.

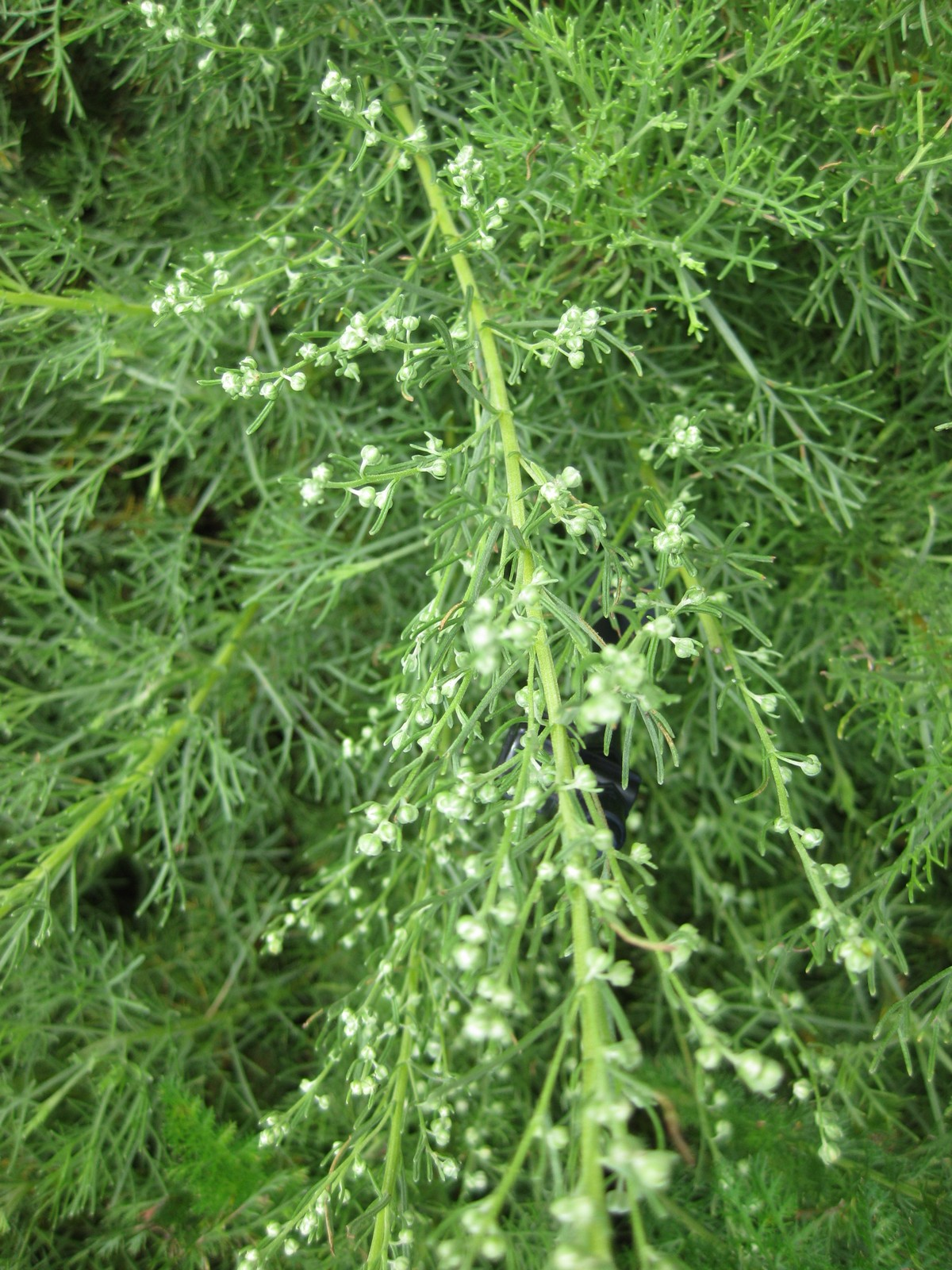
Follaje

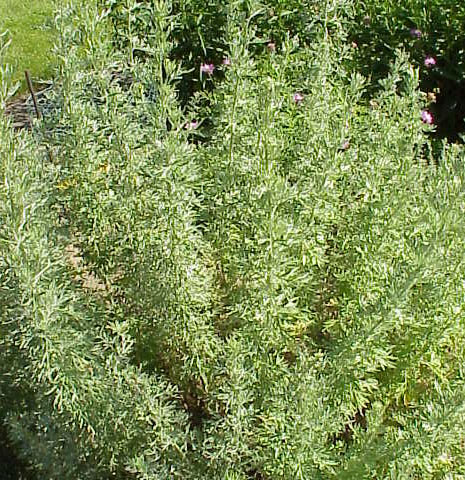
Vista de la planta

## Descripción
Es un arbusto o mata aromática verdosa o blanquecina, muy ramificada, de tallos erectos. Las hojas son alternas, glabrescentes, divididas 1-3 veces en segmentos finos, de poco más de 1 mm de anchura. Desarrolla pequeños capítulos con receptáculo glabro, que se reúnen en finas inflorescencias espiciformes.

## Distribución y hábitat
Se encuentra en la región mediterránea  donde aparece en los pastos secos.

## Taxonomía
Artemisia alba fue descrita por Antonio Turra y publicado en Florae italicae prodromus, 67, 1764.
Etimología
Hay dos teorías en la etimología de Artemisia: según la primera, debe su nombre a Artemisa, hermana gemela de Apolo y diosa griega de la caza y de las virtudes curativas, especialmente de los embarazos y los partos . según la segunda teoría, el género fue otorgado en honor a Artemisia II, hermana y mujer de Mausolo, rey de la Caria, 353-352 a. C., que reinó después de la muerte del soberano. En su homenaje se erigió el Mausoleo de Halicarnaso, una de las siete maravillas del mundo. Era experta en botánica y en medicina.
alba: nombre latino que significa "blanco".
Sinonimia
- Anexo:Sinónimos de Artemisia alba[5]

## Nombres comunes
En España: herba menuda, manzanilla, manzanilla amarga, manzanilla buena, manzanilla de la sierra, manzanilla de la virgen, manzanilla de las escareluelas, manzanilla de roca.